# 下斜肌
下斜肌（英语：Inferior oblique muscle 或 obliquus oculi inferior）是個薄薄的、狹長的肌肉位於眼窩底部腹側的邊緣，附著於上頜骨（肌肉起端）和眼睛腹側、下方、外側的表面（插入），受動眼神經（CN III）的下分支所支配。

## 結構
下斜肌起於上頜的眼窩表面，在淚溝外側。與其他眼外肌（直肌和上斜肌）不同，下斜肌不是來自總腱環（Annulus of Zinn）。下斜肌向外、向後、向上經過下直肌和眼窩底部，就在外直肌下方插入下直肌與外直肌之間的鞏膜表面。人類的下斜肌大概35mm長。

### 神經支配
下斜肌受動眼神經（CN III）的下分支所支配。

## 功能
1. 它的功能有眼睛外旋、上轉和外展。主要功能是外旋，次要的是上轉，第三個是外展。
2. 在內收時有最大的上轉範圍。
3. 當眼睛完全內收時下斜肌是唯一能夠使眼睛上轉的肌肉。